# Nut
Nut ali Nuit (egipčansko Nwt) je bila egipčanska boginja neba, Gebova žena in Šujeva hčerka. Bila je mati bogov Ozirisa, Izide, Seta in Neftis. Njen oče je stal na Gebu (Zemlji) in jo držal nad seboj. Egipčani so verjeli, da Nut požira sonce in ga ponovno rojeva.

## Imena
Izgovorjava  egipčanščine  je negotova, ker se samoglasniki niso zapisovali. Nutino ime pogosto vključuje neizgovorjeno določilo za nebo. Njeno ime Nwt, ki hkrati pomeni tudi nebo, se običajno piše Nut. V starejših virih se včasih pojavljajo tudi imena Nunut, Nenet, Naunet in Nuit. V hieroglifskih zapisih njeno ime spremljajo številni okrasni pridevki, ni niso vsi razumljivi. 

## Boginja neba
Nut je bila hčerka Šuja in Tefnut. Njen brat in mož je bil Geb. Z njim je imela štiri ali pet otrok: Ozirisa, Seta, Izido in Neftis in, v zgodnjih egipčanskih virih, tudi Hora. Nut se šteje med najstarejša božanstva egipčanskega panteona in se pojavlja v zgodbi o stvaritvi Heliopolisa. Na začetku je bila boginja nočnega neba, potem pa je postala boginja neba. Njena pričeska (vrč) je bila del njenega imena. Vrč je lahko simboliziral tudi maternico. Najpogosteje so jo upodabljali kot gola žensko, posuto z zvezdami, včasih tudi kot kravo, katere veliko telo je tvorilo nebo in nebesa,  sikomoro ali ogromno svinjo s sesajočimi pujski, ki so simbolizirali zvezde.

## Izvor
Sveti simbol boginje Nut je bila lestev (maket), po kateri se je bog Oziris povzpel na njeno božansko nebo. Lestev so polagali v grobnice, da bi ščitila pokojne  in klicala na pomoč božanstva mrtvih. Nut in njen brat Set se lahko štejeta za uganki  svetovnih  mitologij. Bila sta v popolnem nasprotju z večino drugih mitologij, v katerih je nebo običajno ustvaril oče, povezan z materjo Zemljo ali materjo narave. V egipčanski mitologiji je bila poosebljenje neba ženska, poosebljenje Zemlje pa moški.
Nut se pojavlja v mitu o stvaritvi Heliopolisa, v kateri so pomebne vloge igrali tudi drugi bogovi: Tefnut je bila poosebljenje vlage, ki se je poročila  z  zrakom (Šu) in rodila nebo (Nut), Nut pa se je poročila z bratom zemljo (Geb).V njunem zakonu se je med drugimi rodila tudi najbolj priljubljena egipčanska boginja in  Horova mati Izida. Z njo je povezana zgodba o vstajenju njenega brata/moža Ozirisa. Ozirisa je njegov brat Set ubil,  ga razsekal na štirinajst delov in jih raztrosil po celem svetu. Izida je vse dele zbrala,  jih ponovno sestavila in oživila. Oziris se je zatem po lestvi povzpel na nebo v zavetje svoje matere Nut in nazadnje postal kralj smrti.
Okoli Ozirisa se je razvil ogromen kult, ki se je ohranil do rimskih časov. Izida je bila kot njegova žena  kraljica podzemlja in hrati kraljica na zemlji. V tej vlogi je bila nekakšna dvojnica boginje Hator. Podobno kot Hator ni bila povezana samo s smrtjo in ponovnim rojstvom, ampak je bila tudi zaščitnica otrok in boginja poroda.

## Mit o Nut in Raju
Bog sonca Ra je bil drugi, ki je vladal na svetu. Bil je močan vladar, vendar se je bal vsakogar, ki bi mu lahko prevzel prestol. Ko je ugotovil, da Nut namerava imeti  otroke, je pobesnel in ukazal, da Nut ne sme roditi noben dan v letu. Od takrat je imelo leto samo 360 dni. Nut je govorila z bogom modrosti Totom in Tot je naredil načrt, kako ukaniti Raja. Tot je kockal z bogom lune Honsujem, čigar svetloba je tekmovala z Rajevo, in  Honsu je moral vsakič, ko je igro izgubil, Totu dati nekaj mesečine. Igra se je nadaljevala toliko časa, da je Tot zbral dovolj mesečine, da je naredil pet dodatnih dni. Ker ti dnevi niso bili del leta, je Nut lahko imela otroka: Ozirisa, kasneje vladarja bogov in boga smrti, Hora Starejšega, boga vojne, Seta, boga zla in puščav, Izido, boginjo magije in Neftis, boginjo voda.  Ko je Ra to odkril, se je razbesnel in jo za večno ločil od moža Geba in mednju postavil njenega očeta Šuja. Nut kljub temu ni obžalovala svoje odločitve.

## Nutini nazivi
Nut je imela več nazivov, med njimi tudi:
- Pregrinjalo neba, ker so verjeli, da je celo njeno telo prektito z zvezdami.
- Tista, ki varuje, ker je bilo eno od njenih opravil varovanje sončnega boga Raja.
- Gospodarica vsega ali Tista, ki nosi bogove. Za Nut je bilo prvotno rečeno, da leži na Gebu (Zemlji) in z njim stalno občuje. V tem času naj bi rodila štiri otroke: Ozirisa, Izido, Seta in Neftis.[7] Petega otroka Plutarh imenuje Arueris.[8] Bil je egipčanski dvojnik grškega boga Apolona, istoveten s Horom, v makedonskem obdobju znan kot Hor starejši.[9] Horu starejšemu je bil posvečen tempelj v Edfuju, kjer so ga imeli za sina Nut in Geba, Ozirisovega brata in najstarejšega Gebovega sina.[10]
- Ona, ki ima tisoč duš. Nut je zaradi svoje vloge v ponovnem rojstvu Raja (sonca) vsako jutro in ponovni oživitvi njenega sina Ozirisa  postala ključna boginja v mnogih mitih o posmrtnem življenju.[4]

## Nutina vloga
Nut je bila boginja neba in vseh nebesnih teles in simbol zaščite mrtvih, ko vstopijo v posmrtno življenje. Egipčani so bili prepričani, da nebesna telesa, kot sta sonce in luna, podnevi potujejo preko njenega telesa, zvečer pa jih boginja pogoltne.   Ponoči preidejo skozi  njen trebuh in se ob zori ponovno rodijo.
Nut je bila tudi pregrada, ki je ločevala sile kaosa od urejenega kozmosa na zemlji. Upodabljali so jo kot žensko, ki sloni na prstih nog in rok in tvori obok nad zemljo. Njeno telo so prikazovali kot zvezdno nebo. Njeni prsti so se dotikali štirih glavnih strani neba: severa, juga, vzhoda in zahoda.
Zaradi njene vloge pri reševanju Ozirisa so nanjo gledali kot na prijateljico in zaščitnico pred smrtjo in se k njej obračali kot se otroci  obračajo k svojim materam: »O, moja mati Nut, raztegni se nad  menoj, da dobim mesto med  neminljivimi zvezdami, ki so Ti, in ne bom umrl«. Z Nut so verjeli, da mrtve potegne na svoje z zvezdami  napolnjeno nebo in jih osveži z jedjo in vinom: »Jaz sem Nut in sem prišla sem zato,  da te objamem in te zaščitim pred vsemi zli«.
Nut so pogosto slikali na notranji strani pokrovov sarkofagov, da bi varovala pokojne. Stropi grobnic so bili pogosto pobarvani temno modro in poslikani z zvezdami, kar je predstavljalo  Nut. Knjiga mrtvih pravi: »Pozdravljeno, sikamorino drevo boginje Nut! Daj mi vode in zraka, ki je v drevesu. Objemam prestol, ki je v Unuju, in stražim jajce Nekek-ura. Cveti in jaz cvetim, živi in jaz živim, razcveta se in jaz cvetim, voha zrak in jaz voham zrak, jaz, Oziris Ani, katerega beseda je resnica, v miru«.

### Nutina knjiga
Nutina knjiga je sodoben naslov dela, v antiki znanega kot Osnove gibanja zvezd. Knjiga je pomembna zbirka staroegipčanskih astronomskih besedil, morda najstarejša od več drugih podobnih knjig. Nastala je pred letom 2000 pr. n. št. V knjigi igra pomembno vlogo Nut  kot boginja neba. Besedilo govori tudi o drugih božanstvih neba in zemlje, na primer o božanstvih zvezd in ozvezdij, in ciklih zvezd in planetov.